# Pozzo Strada
Pozzo Strada M1 – stacja turyńskiego metra na zachodnim obrzeżu śródmieścia Turynu. Przystanek ulokowany jest pod Corso Francia.